# Venă mezenterică superioară
Vena mezenterică superioară este un vas de sânge care drenează sângele din intestinul subțire (jejun și ileon). La terminarea sa din spatele gâtului pancreasului, vena mezenterică superioară se unește cu vena splenică pentru a forma vena portă hepatică. Vena mezenterică superioară se află în dreapta arterei mezenterice superioare, care provine din aorta abdominală. 

## Anatomie
Tributarii venei mezenterice superioare drenează intestinul subțire, intestinul gros, stomacul, pancreasul și apendicele și includ: 
- Vena gastroepiplonică dreaptă
- venele inferioare pancreaticoduodenale
- venele jejunului
- venele ileonului
- vena colică mijlocie - drenează colonul transvers
- vena colică dreaptă - drenează colonul ascendent
- vena ileocolică

## Semnificație clinică
Tromboza venei mezenterice superioare este destul de rară, dar este o cauză semnificativă a ischemiei mezenterice și poate fi fatală. Se estimează că 10-15% din ischemia mezenterică se datorează trombozei mezenterice. 

## Imagini suplimentare

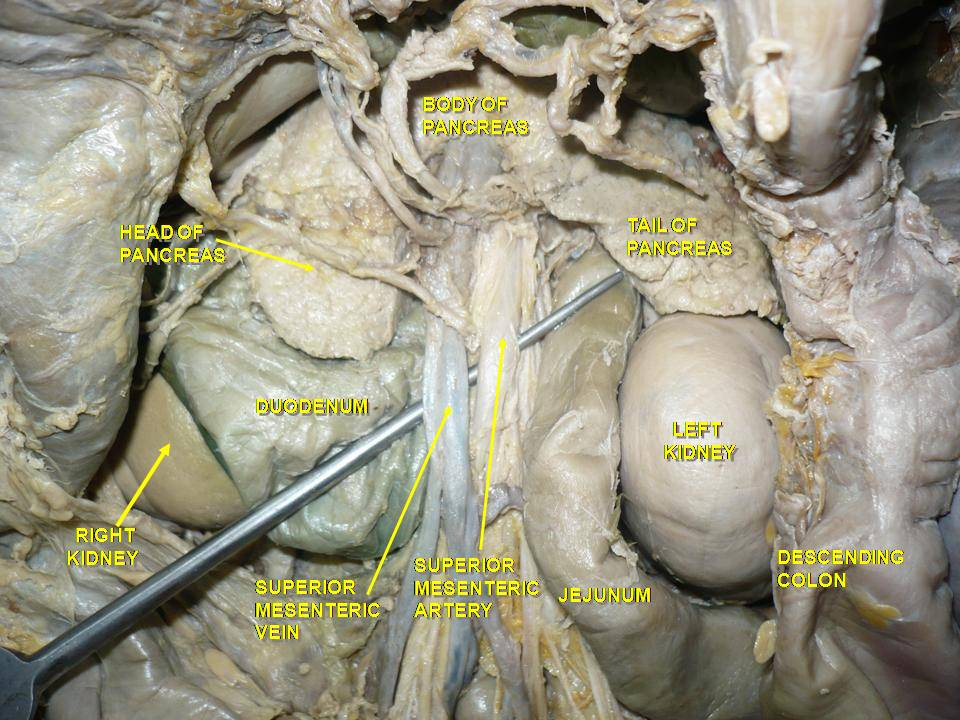
Cavitatea abdominală.Vena mezenterică superioară.Dezecare.